# 韦尔西尼
韦尔西尼（法語：Versigny，法語發音：[vɛʁsiɲi]）是法国上法蘭西大區埃纳省的一个市镇，属于拉昂区。

## 地理
韦尔西尼（49°39'9"N, 3°26'7"E）面积12.89 平方千米，位于法国上法蘭西大區埃纳省，该省份为法国北部内陆省份，北起北部省，西接索姆省和瓦兹省，东临阿登省和马恩省，西南至塞纳-马恩省，东北部与比利时接壤。
与韦尔西尼接壤的市镇（或旧市镇、城区）包括：昂吉尔库尔勒萨尔、库尔布、库夫龙和欧芒库尔、达尼济、富尔德兰、弗雷桑库尔、蒙索莱勒、罗热库尔。

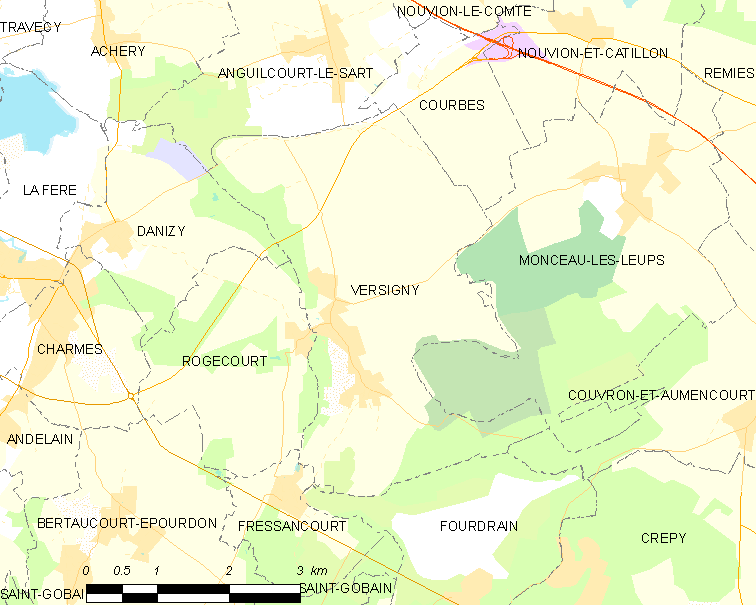
韦尔西尼的OSM定位图

韦尔西尼的时区为UTC+01:00、UTC+02:00（夏令时）。

## 行政
韦尔西尼的邮政编码为02800，INSEE市镇编码为02788。

## 政治
韦尔西尼所属的省级选区为泰爾尼耶縣。

## 人口

1962-2008年间韦尔西尼人口变化图示

韦尔西尼于2022年1月1日时的人口数量为467人。